# لورا ريتشاردز
لورا ريتشاردز (بالإنجليزية: Laura E. Richards)‏ (و. 1850 – 1943 م) هي كاتِبة، وكاتبة سير، وكاتبة للأطفال، من الولايات المتحدة الأمريكية، ولدت في بوسطن، توفيت في غاردينر، عن عمر يناهز 93 عاماً.

## الحياة الشخصية
ولدت لورا إليزابيث هاو في بوسطن، ماساتشوستس في 27 فبراير 1850. والدها هو د. سامويل غريدلي هاو، وهو مؤسس معهد بيركنز ومدرسة ماساتشوستس للمكفوفين. سميت على اسم تلميذته الشهيرة لورا بريدجمان. في عام 1871، تزوجت لورا من هنري ريتشاردز.
منزل لورا ريتشاردز "The Laura Richards House" مدرج في السجل الوطني للأماكن التاريخية.

## جوائز
حصلت على جوائز منها:
- جائزة بوليتزر عن فئة السيرة الذاتية (1917)
- Lewis Carroll Shelf Award [الإنجليزية]‏.[10]

## روابط خارجية
- لورا ريتشاردز على موقع الموسوعة البريطانية (الإنجليزية)